# Carlo Quaglia
Carlo Quaglia (Terni, 17 aprile 1903 – Roma, 4 marzo 1970) è stato un pittore italiano.

## Biografia
Compì gli studi a Terni dove si diplomò in ragioneria e in violino all'Istituto musicale Bricciardi. Entrò poi all'Accademia di Modena dove si laureò in Economia e commercio.
Comandato, come ufficiale in Libia, negli anni trenta fu di stanza a Bengasi, Sirte e Derna, dove coltivò le sue passioni, le arti figurative e la musica classica. All'inizio della seconda guerra mondiale, nel 1940, venne fatto prigioniero dagli inglesi e trasferito in India al Campo 27 di Yol alle pendici dell'Himalaya. 
Trascorse i cinque anni di prigionia dedicandosi allo studio delle arti, esercitandosi nelle prime prove di pittura che lo porteranno ad assumere la decisione di diventare pittore. 
Al ritorno in Italia si congedò ed iniziò il suo percorso di artista. La sua fu una carriera breve e fortunata che lo portò al successo di critica e di pubblico.
Nella sua pittura si ritrova, a volte, l'amore dei colori della Scuola romana che fu di Scipione, Mario Mafai e Antonietta Raphaël. Quaglia morì a Roma nel 1970.
Tenne mostre personali a Roma, Milano, Terni, Torino, Genova, Livorno, Parigi, New Haven (Università di Yale) e Montréal. partecipa alla Quadriennale di Roma dalla V edizione del 1948 fino alla IX edizione del 1965–1966  e a diverse edizioni della Biennale di Venezia, ha insegnato dal 1955 al 1957 alla "Accademia Roma per Stranieri" insieme a Roberto Melli, ha fatto parte della redazione della rivista "Figura" 1960–1961. Nel 1963, con il testo di Giuseppe Ungaretti, è uscito il volume "La Roma di Quaglia" nelle edizione d'arte di Carlo Bestetti.
Una sua opera fa parte della collezione dell'Istituto nazionale di previdenza sociale 